# 神社本庁爆破事件
神社本庁爆破事件（じんじゃほんちょうばくはじけん）とは、1977年10月27日に、東京都渋谷区で発生した爆弾テロ事件。日本の新左翼活動家である加藤三郎が起こした事件である。犯人の加藤は動機として、神社本庁が神道政治連盟を通して政治活動を推進していることをあげていた。

## 被害法人の来歴
犯人の加藤は、東京都立中央図書館の新聞閲覧室で『神社新報』という新聞を閲覧した。この神社新報は宗教法人神社本庁の機関紙的な新聞である。当時は「元号法制定運動」について議論があった。
犯人の加藤はこの論調に憤慨し、神社本庁を爆破するに至った。

## 事件の概要
1977年10月27日午前10時57分頃、東京都渋谷区東の神社本庁ビル1階ロビーに仕掛けられた爆弾が炸裂し、ロビーのガラスがふき飛ばされ、白い小さなきのこ雲状の煙が上がった。この爆発で神社本庁職員5人と、たまたま郵便配達に来ていた無関係の郵便局員1人が負傷した。
その後、「世界革命戦線・大地の豚」名義の犯行声明文をマスコミに郵送した。犯行声明文には「侵略と搾取、奴隷支配を正当化する日本国とその民族に対決し滅ぼす」旨が記され、さらに「アイヌモシリ建国運動」「沖縄解放闘争」「闇の土蜘蛛」「東アジア反日武装戦線」「日本赤軍」への断固支持を掲げていた。